# Джейкоб Генрі Сарратт
Джейкоб Генрі Сарратт (англ. Jacob Henry Sarratt; 1772  — 6 листопада 1819)  — один з найсильніших шахістів Англії наприкінці XVIII  — початку XIX століть, послідовник італійської школи та пропагандист її ідей. Шкільний учитель. Перекладач. Свої погляди виклав у «Трактаті про шахову гру» (1808), якого перевидав після його смерті під назвою «Новий трактат про шахову гру» його учень В. Льюїс. Переклав англійською мовою твори П. Даміано, Р. Лопеса, А. Сальвіо (1813) та інших. Сприяв уніфікації правил шахової гри в Англії з європейськими (зокрема, пат стали вважати нічиєю, а не поразкою того, хто його оголосив). Сучасники називали Сарратта «професором шахів». 

## Книги
- A treatise on the game of chess, L., 1808. 1 том [Архівовано 9 лютого 2015 у Wayback Machine.], 2 том [Архівовано 9 лютого 2015 у Wayback Machine.]
- A New Treatise on the Game of Chess, London, 1828. 1 том [Архівовано 9 лютого 2015 у Wayback Machine.], 2 том [Архівовано 9 лютого 2015 у Wayback Machine.]